# Cleómenes de Regio

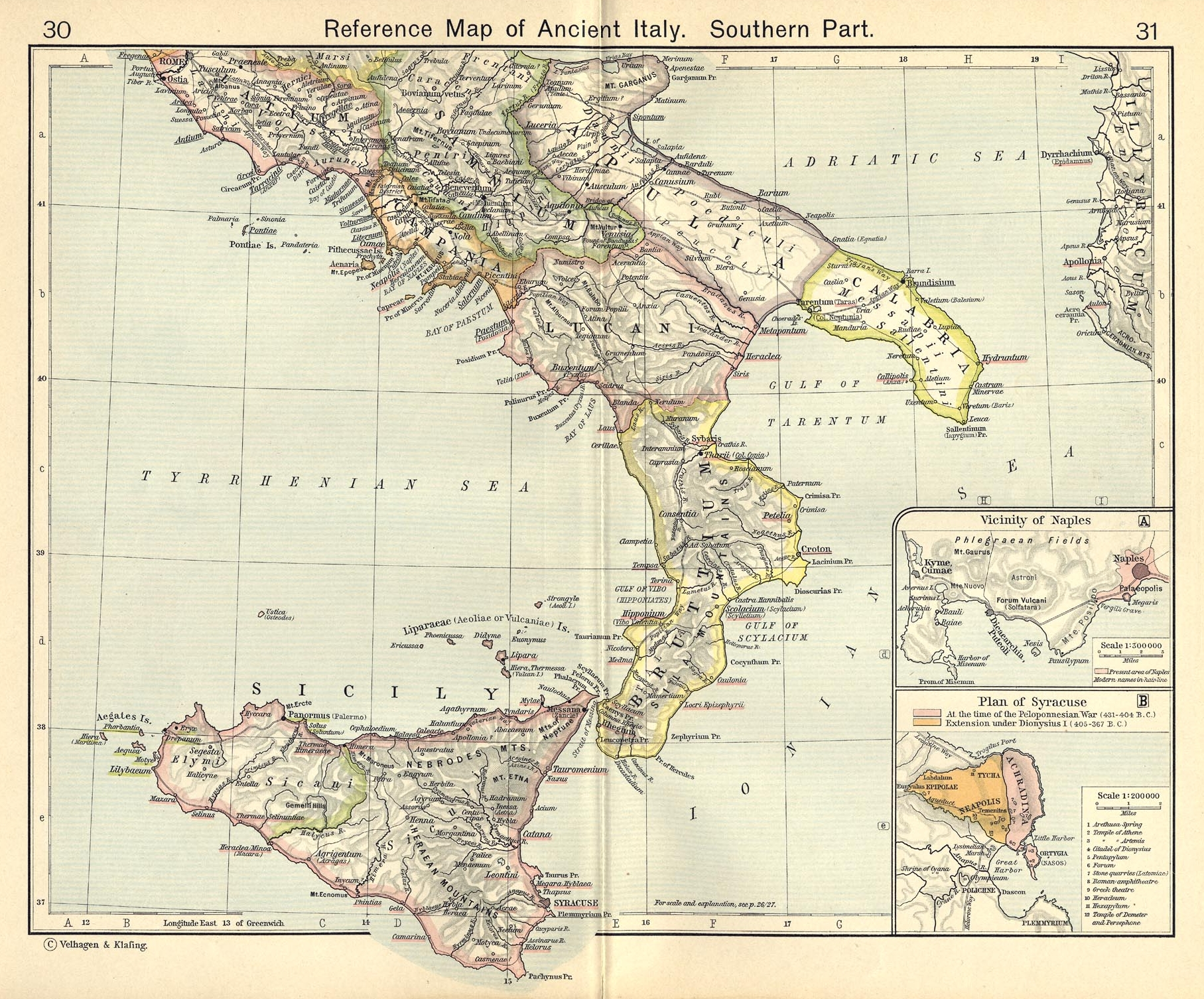
Mapa de la antigua Italia. Zona sur (Regio está en la punta de la bota)

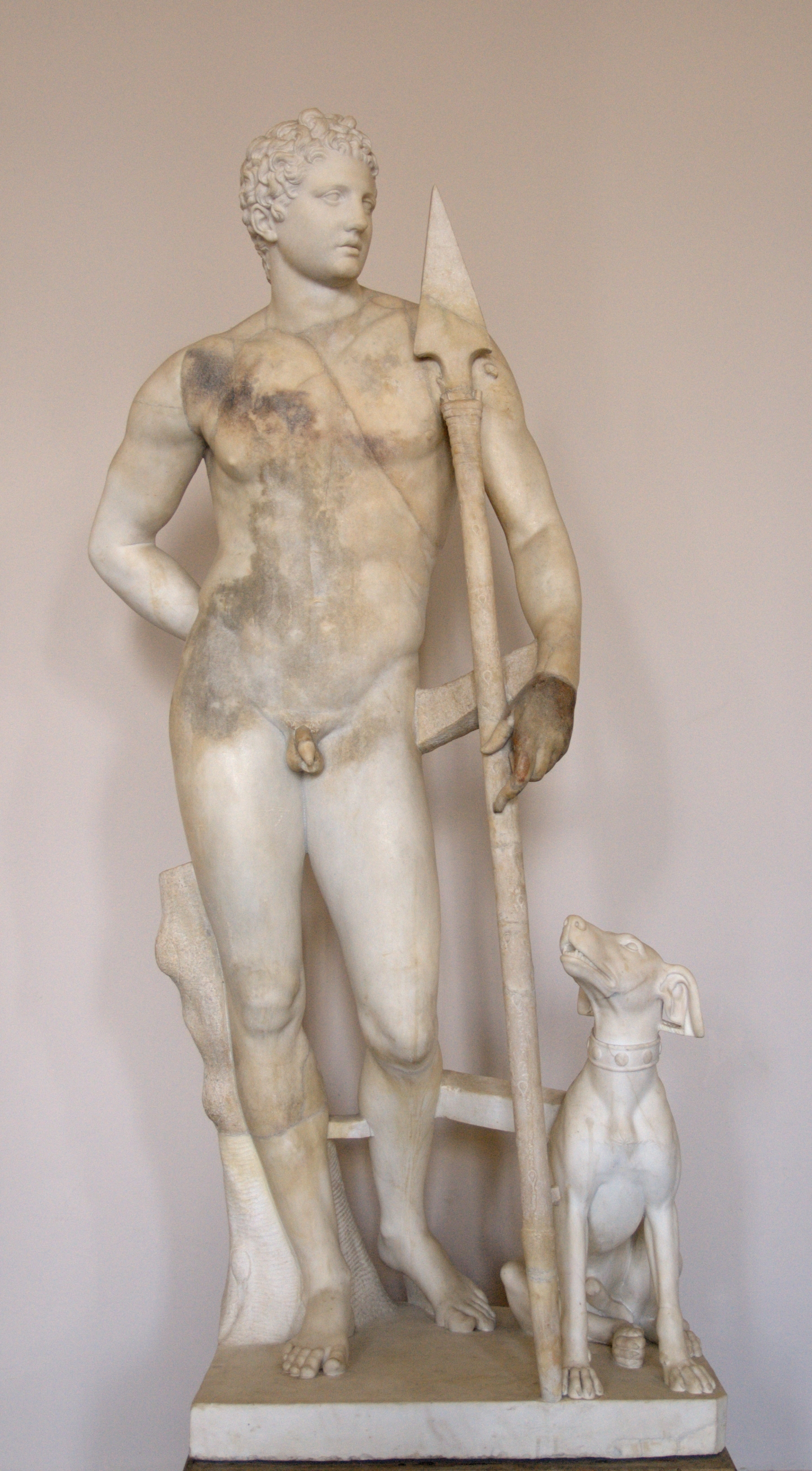
Estatua de Meleagro, copia romana de un original griego en bronce, c. 340–330 BC

Cleomenes de Regio (griego : Kλεoμένης Kleoménes ; siglo V a. C.) fue un poeta ditirámbico griego, al parecer de Regio, en la Magna Graecia.

## Reputación
Según Ateneo, Cleómenes fue censurado por Quiónides:

Juro que ni ahora Gnésipo, ni
Cleomenes con su lira de nueve cuerdas,
podrían haber hecho esta canción soportable

También fue censurado por Aristófanes, según el escoliasta en la obra Las nubes:

Astrológicos y necios que ensayan con orgullo sus ditirambos-
Es a las Nubes a quienes todos estos sostienen a sus anchas, porque los exaltan en verso.

Cleómenes parece haber sido un escritor erótico, ya que Epícrates le menciona (en su Anti-Lais, citado por Ateneo) en relación con otros escritores similares:

He aprendido completamente todas las canciones de amor
de Safo, Meleto, Cleómenes, y Lamintio.

Las alusiones que le hacen otros comediógrafos fijan su fecha en los últimos años del siglo V a. C.
Ateneo menciona uno de sus poemas por su nombre:

Pero ya que también has descartado la cuestión que planteabas sobre el color del jabalí de Calidonia, es decir, si alguien registra que era de color blanco, te diremos quién es el autor; investiga este testimonio. Porque hace mucho tiempo que leí los ditirambos de Cleómenes de Regio; en el que se titula Meleagro se registra este hecho